# Johann Ludwig Schlosser (Theologe, 1738)
Johann Ludwig Schlosser (* 18. Oktober 1738 in Hamburg; † 9. Januar 1815 in Bergedorf) war ein deutscher Schriftsteller und lutherischer Theologe und 1768/69 einer der Hauptakteure im zweiten Hamburgischen Theaterstreit.

## Leben
Schlosser war der Sohn des gleichnamigen Hamburger Hauptpastors an St. Katharinen, Johann Ludwig Schlosser (1702–1754), und ein Urenkel von Johann Winckler. Er besuchte 1754–1758 das Akademische Gymnasium und studierte anschließend an der Universität Jena. 1766 wurde er zum Pastor der Kirche St. Petri und Pauli in Bergedorf berufen, das damals von Hamburg und Lübeck gemeinsam verwaltet wurde. Hier blieb er bis zu seinem Tode.
Schlosser war der Aufklärungstheologie zugetan. Bekannt wurde er jedoch dadurch, dass er als Student einige Komödien und Schauspiele verfasst hatte und damit zum Ausgangspunkt des zweiten Hamburgischen Theaterstreits wurde. Gegen die Zusicherung der Wahrung seiner Anonymität hatte er die Manuskripte Freunden überlassen, die mindestens zwei der Stücke auf der Ackermannschen Bühne in Hamburg zur Aufführung brachten, ohne dabei die von Schlosser ausbedungene Anonymität zu wahren. Diese Stücke wurden auch 1767–68 gedruckt veröffentlicht. Sie erhielten ziemlich abfällige Kritiken. Da der Rezensent dabei die Tatsache, dass die Stücke von einem Geistlichen verfasst worden waren, zum Anlass einer Verspottung des ganzen Geistlichen Ministeriums nahm, sah sich der Senior Johann Melchior Goeze zu einer ironischen Entgegnung veranlasst. Das wiederum brachte Schlosser dazu, darauf eine Erwiderung zu schreiben. Auch sein Freund seit Jugendtagen, der Professor Johann Heinrich Vincent Nölting, wie Schlosser ein Hamburger Pastorensohn, den Goeze indirekt mit angesprochen hatte, mischte sich nun in den Streit ein. Sein publizistischer Beitrag erreichte in kurzer Zeit drei Auflagen. Nachdem Goeze noch ein Gutachten der Theologischen Fakultät Göttingen einholte, das ihm Recht gab und das dann Zielscheibe von Satiren wurde, machte ein Senatsdekret vom 23. November 1769 dem Streite ein Ende, indem er den beteiligten Parteien Stillschweigen auferlegte.
Über Schlossers weiteres Leben ist wenig bekannt. Verheiratet war er seit dem 4. Mai 1773 mit Johanna Charlotte Hedwig, der Tochter des Kaufmanns Justus Carl Funck; sie starb 1780. Von seinen drei Söhnen und einer Tochter überlebte ihn nur ein Sohn. Sein jüngster Sohn, Johann Carl (* 18. Februar 1780), starb zu St. Thomas am 14. Juli 1799.

## Werke
- Dissertatio philologico-exegetica exhibens spicilegium observationum de serpente aeneo servatoris cruci affixi typo, Num XXI. 6-9 Joh. III. 14. 15. Diss. Jena 1759
- Disquisitio de discrimine eloquentiae sacrae et humanae. Jenae: Marggraf 1761
- Neue Lustspiele. Bremen: Cramer [ca. 1770][2]

darin:
- Der Zweikampf: ein Lustspiel in fünf Aufzügen
- Die Komödianten: ein Lustspiel in fünf Akten
- Das Mißverständniß: ein Lustspiel in einem Aufzug
- Die Maskerade: ein Lustspiel in einem Akt

- Nachricht an das Publicum betreffend des Hamburgischen Herrn Pastors und Seniors Herrn Johann Melchior Goeze theologische Untersuchung der Sittlichkeit der heutigen teutschen Schaubühne sammt einigen Anmerkungen über den Werth dieser Schrift. Hamburg: Gleditsch, 1769
- Freymüthige Prüfung einer Schrift des hamburgischen Seniors Hrn. Joh. Melchior Goeze. welche den Titel hat: Richtige Erklärung der Worte Assaphs Ps. 79,6 ... angestellet von einem Freunde des vernünftigen Gottesdienstes [i. e. Johann Ludwig Schlosser] Hamburg: Bohn 1769